# Henry C. Loudenslager

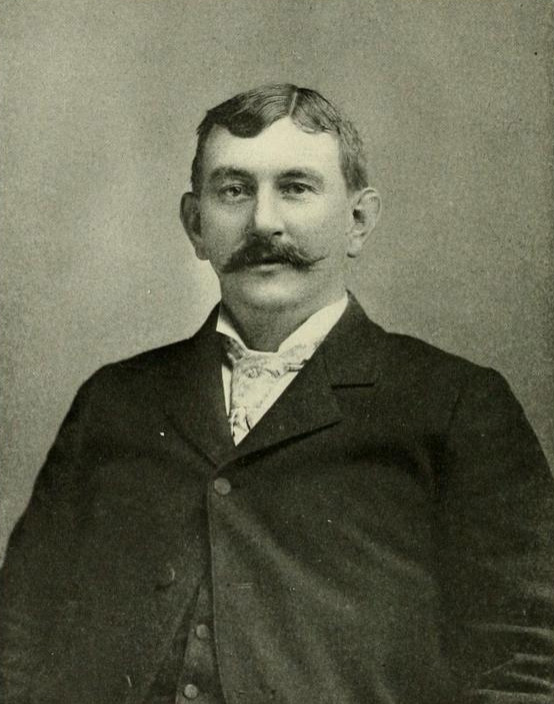
Henry C. Loudenslager

Henry Clay Loudenslager (* 22. Mai 1852 in Mauricetown, Cumberland County, New Jersey; † 12. August 1911 in Paulsboro, New Jersey) war ein US-amerikanischer Politiker. Zwischen 1893 und 1911 vertrat er den Bundesstaat New Jersey im US-Repräsentantenhaus.

## Werdegang
Im Jahr 1856 zog Henry Loudenslager mit seinen Eltern nach Paulsboro, wo er die öffentlichen Schulen besuchte. Zwischen 1872 und 1882 arbeitete er in Philadelphia im Kommissionshandel. Danach begann er in New Jersey als Mitglied der Republikanischen Partei eine politische Laufbahn. Zwischen 1882 und 1892 war er als County Clerk bei der Verwaltung im Gloucester County angestellt.
Bei den Kongresswahlen des Jahres 1892 wurde Loudenslager im ersten Wahlbezirk von New Jersey in das US-Repräsentantenhaus in Washington, D.C. gewählt, wo er am 4. März 1893 die Nachfolge von Christopher A. Bergen antrat. Nach neun Wiederwahlen konnte er bis zu seinem Tod am 12. August 1911 im Kongress verbleiben. In diese Zeit fiel der Spanisch-Amerikanische Krieg von 1898. Seit 1895 war er Vorsitzender des Committee on Pensions.